# 北海道道73号帯広浦幌線

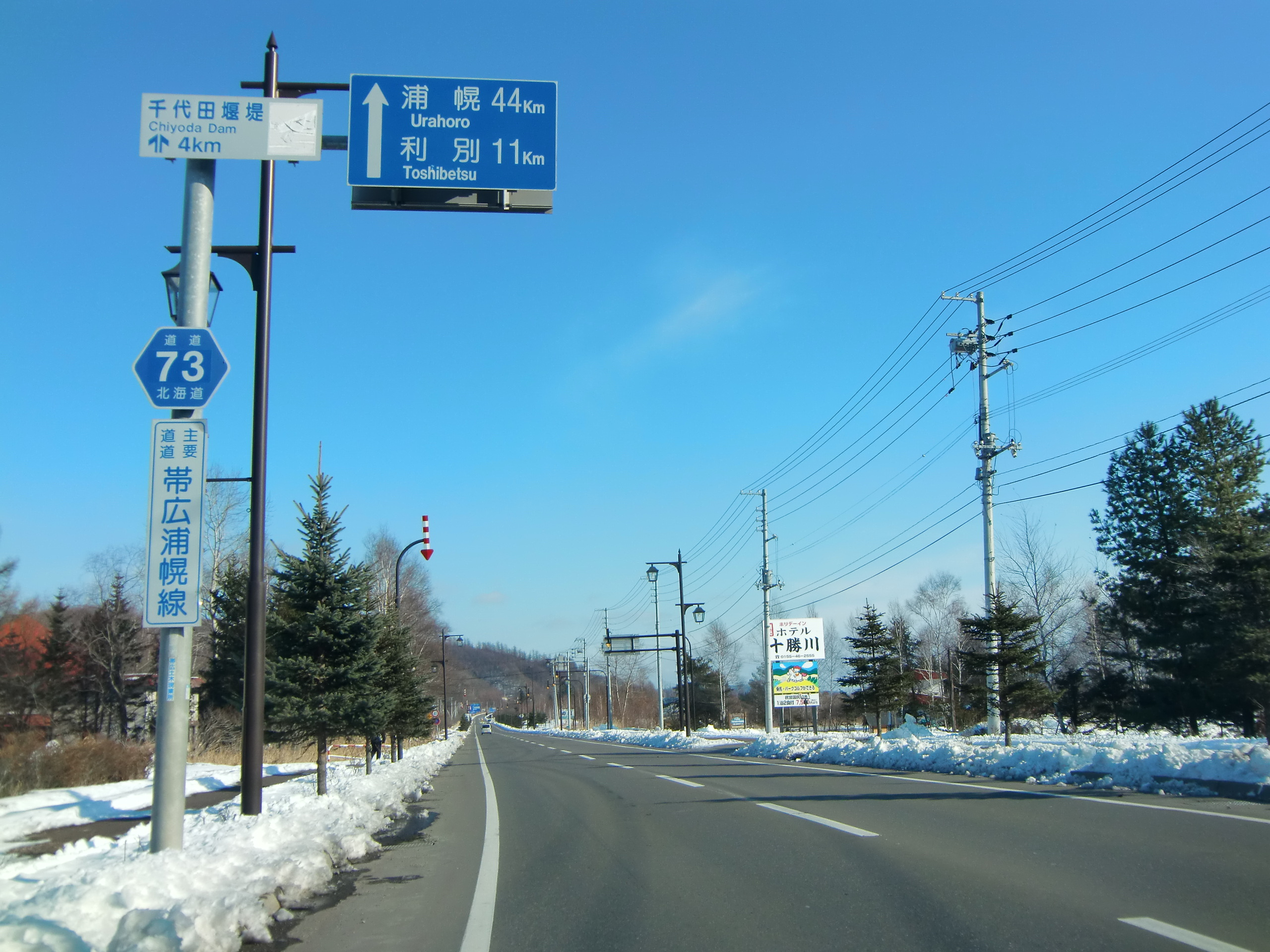
十勝川温泉北（2011年12月撮影）

北海道道73号帯広浦幌線（ほっかいどうどう73ごう おびひろうらほろせん）は、北海道帯広市と浦幌町を結ぶ道道（主要地方道）である。

## 概要

### 路線データ
- 起点：北海道帯広市大通北1丁目（国道38号・国道236号交点）
- 終点：北海道十勝郡浦幌町字共栄（国道336号・北海道道1038号直別共栄線交点）
- 総延長：53.350 km[1]
- 実延長：41.655 km[1]
- 重用延長：11.695 km[1]

## 歴史
- 1965年（昭和40年）4月1日 - 517号として路線認定[要出典]。
- 1993年（平成5年）5月11日 - 建設省から、道道帯広浦幌線が帯広浦幌線として主要地方道に指定される[2]。
- 1994年（平成6年）10月1日 - 路線番号を73号に変更[3]。

## 路線状況

### 重複区間
- 国道241号：帯広市大通北1丁目 - 音更町木野大通東11丁目
- 北海道道316号上士幌音更線：音更町字下士幌北5線東 - 音更町字下士幌北2線東
- 北海道道498号長流枝内木野停車場線：音更町字下士幌北2線東 - 音更町十勝川温泉北12丁目
- 国道242号：池田町字利別西町 - 池田町字利別本町
- 北海道道237号池田停車場高島線：池田町字西1条8丁目 - 池田町字大通1丁目
- 北海道道210号尾田豊頃停車場線・北海道道318号湧洞豊頃停車場線・北海道道320号旅来豊頃停車場線：豊頃町豊頃旭町
- 国道38号：豊頃町豊頃旭町 - 浦幌町字共栄

### 主なトンネル・橋梁
- 十勝大橋（十勝川）= 帯広市西1条北2丁目 - 音更町木野大通西1丁目
- 翆柳大橋（音更川）= 音更町木野大通東12丁目 - 音更町宝来北2条4丁目
- 旭橋（士幌川）= 音更町下士幌北2線東
- 千代田橋（千代川 = 十勝川支流）= 池田町字千代田
- 千代田トンネル (277 m) = 池田町字千代田
- 池田大橋（利別川）= 池田町字利別本町 - 池田町字西3条8丁目

### 道の駅
- ガーデンスパ十勝川温泉（河東郡音更町十勝川温泉北）

## 地理

### 通過する自治体
- 十勝総合振興局
  - 帯広市
  - 河東郡音更町
  - 中川郡池田町
  - 中川郡豊頃町
  - 十勝郡浦幌町

### 交差する道路
帯広市
- 国道38号 - 大通北1丁目（起点）
- 国道236号 - 大通北1丁目（起点）

音更町
- 北海道道498号長流枝内木野停車場線 - 木野大通西3丁目
- 国道241号 - 木野大通東11丁目
- 北海道道337号上士幌士幌音更線 - 木野大通東11丁目
- 北海道道316号上士幌音更線 - 下士幌北5線
- 北海道道498号長流枝内木野停車場線 - 下士幌北2線東9号、十勝川温泉北12丁目（重複）

池田町
- 国道242号 - 利別西町、利別本町（重複）
- 北海道道882号利別牛首別線 - 利別本町
- 北海道道237号池田停車場高島線 - 西1条8丁目、大通1丁目（重複）
- 北海道道236号勇足池田線 - 昭栄

豊頃町
- 北海道道597号十弗浦幌線 - 十弗宝町
- 北海道道210号尾田豊頃停車場線（北海道道318号湧洞豊頃停車場線・北海道道320号旅来豊頃停車場線重複） - 豊頃旭町
- 国道38号 - 豊頃旭町

浦幌町
- 北海道道1146号瀬多来吉野線 - 吉野
- 国道336号 - 共栄（終点）
- 北海道道1038号直別共栄線 - 共栄（終点）

### 沿線にある施設など
- 十勝川温泉
- 十勝エコロジーパーク